# Kabinett Daladier V

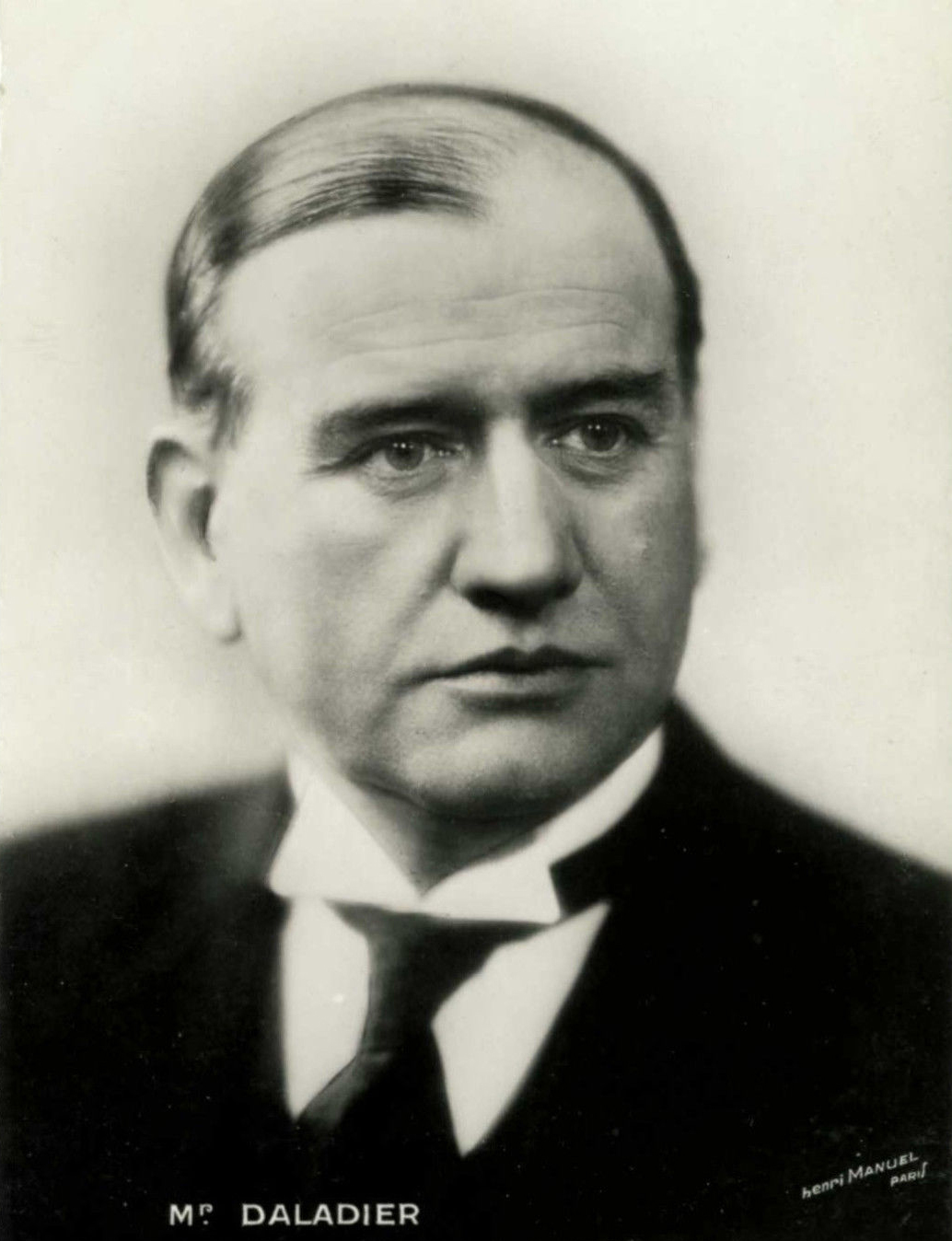
Édouard Daladier

Das fünfte Kabinett Daladier (oder Kabinett Daladier V) war eine Regierung der Dritten Französischen Republik. Es wurde am 13. September 1939 von Premierminister (Président du Conseil) Édouard Daladier gebildet und löste das Kabinett Daladier IV ab. Es blieb bis zum 20. März 1940 im Amt und wurde vom Kabinett Reynaud abgelöst.
Dem Kabinett gehörten folgende Parteien an: Parti républicain, radical et radical-socialiste (PRRRS), Union socialiste républicaine (USR), Alliance démocratique (AD) und Parti Démocrate Populaire (PDP).

## Kabinett
Diese Minister bildeten das Kabinett:
- Premierminister: Édouard Daladier (PRRRS)
- Vizepräsident und Koordinierung der Dienste: Camille Chautemps (PRRRS)
- Verteidigungs- und Kriegsminister: Édouard Daladier
- Außenminister: Édouard Daladier
- Finanzminister: Paul Reynaud
- Minister für Volkswirtschaft: Raymond Patenôtre[1] (bis 15. September 1939) (USR)
- Justizminister: Georges Bonnet (PRRRS)
- Bildungsminister: Yvon Delbos (PRRRS)
- Minister des Inneren: Albert Sarraut (PRRRS)
- Minister für die Militärmarine: César Campinchi[2] (PRRRS)
- Minister für Luftfahrt: Guy La Chambre[3] (PRRRS)
- Minister für Handel: Fernand Gentin[4] (PRRRS)
- Minister für öffentliche Arbeiten: Anatole de Monzie (USR)
- Landwirtschaftsminister: Henri Queuille (PRRRS)
- Minister für Post, Telegraphie und Telefonie: Alfred Jules-Julien[5] (PRRRS)
- Minister für Kolonien: Georges Mandel
- Minister für Arbeit: Charles Pomaret[6] (USR)
- Minister für öffentliche Gesundheit: Marc Rucart[7] (PRRRS)
- Minister für die Handelsmarine: Alphonse Rio[8] (USR)
- Minister für Veteranen und Renten: René Besse[9] (AD)
- Rüstungsminister: Raoul Dautry
- Blockademinister: Georges Pernot[10]
- Generalkommissar für Information: Jean Giraudoux
- Generalkommissar für Wirtschaft (ab 15. September 1939): Daniel Serruys[11]

### Unterstaatssekretäre
Dem Kabinett gehörten folgende Sous-secrétaires d’État an:
- Verteidigungs- und Kriegsminister: Hippolyte Ducos[12] (PRRRS)
- Außenministerium: Auguste Champetier de Ribes (PDP)

## Historische Einordnung
Am 21. September 1939 wurde La Vie Ouvrière, das Organ der den Kommunisten nahestehenden Gewerkschaft CGT, verboten. Am 26. September 1939 folgte das Verbot der PCF. Von 6. bis 8. Oktober 1939 wurden 34 kommunistische Abgeordnete der Groupe ouvrier et paysan français – das war der Teil der PCF, der den deutsch-sowjetischen Nichtangriffspakt nicht abgelehnt hatte -, verhaftet. Das Lager Le Vernet wurde ab 12. Oktober 1939 zum „Sonderinternierungslager für national Verdächtige oder Gefährder der öffentlichen Ordnung“.
Am 10. Oktober 1939 lehnte Premierminister Daladier ein Friedensangebot des Deutschen Reichs in einer Radioansprache ab.
Die französische Regierung erklärte Ende Dezember 1939, dass man Finnland im Krieg gegen die Sowjetunion unterstützen werde. Es folgte die Lieferung von 30 Jagdflugzeugen.
Ab 15. Januar 1940 wurden Lebensmittel rationiert.
Am 20. Januar 1940 stimmte die Abgeordnetenkammer für den Ausschluss der kommunistischen Abgeordneten.
Am 21. Februar 1940 wurde dem Generalsekretär der Kommunistischen Partei, Maurice Thorez, durch ein Votum der Abgeordnetenkammer die französische Staatsbürgerschaft entzogen. Thorez war zuvor auf Anweisung Moskaus desertiert und in die Sowjetunion geflohen.
Ab dem 29. Februar 1940 wurden Lebensmittelkarten ausgegeben. Der Franc wurde um zwei Drittel seines Werts abgewertet.